# Штакельберг, Георгий Карлович
Барон Гео́ргий Ка́рлович фон Шта́кельберг (нем. Georg August Paul Freiherr von Stackelberg; 30 июля 1851 — 25 июля 1913) — русский военачальник, генерал от кавалерии (1907), участник Хивинского похода 1873 года, Кокандского похода 1875—1876 годов, русско-турецкой войны 1877—1878 годов, китайской кампании 1900—1901 гг., русско-японской войны. Брат генерал-лейтенанта К. К. Штакельберга.

## Биография
Окончил Пажеский Его Императорского Величества корпус (1869), из которого был выпущен офицером в лейб-гвардии Конный полк.
Командир 1-й Семиреченской сотни в 1874—1876 гг.

Милостивый государь Дмитрий Алексеевич!
Отправляю сегодня курьером в С.-Петербург Семиреченского войска есаула барона Штакельберга. Офицер этот перед Хивинским походом перешел в войско из Конной гвардии. Служит он здесь отлично; прошлую Кокандскую компанию он делал сначала как командир сотни, которую привел из Семиречья в Наманган чрез неприятельскую землю, окруженный толпами кипчаков, от которых отбился, идя всегда в порядке. Когда сформирован был из стрелков наших конно-стрелковый дивизион, он принял командование им и на штурме своих стрелков янги-арыкской укрепленной, горной позиции, ранен был в правую руку; он довел это дело до конца. Как только рана начала подживать, он отправился в Алайский поход. Правой рукой он почти не владеет; у него рана открытая и ему надо серьезно лечиться, чтобы не лишиться руки. За дело под Янги-арыком он представлен был к Георгиевскому кресту, но местная дума — отказала. Я его представил к нескольким наградам за дела, в которых он отличался, но он пока не получил ни одной награды. Рекомендую его как прекрасного во всех отношениях офицера
.

Участник русско-турецкой войны 1877-1878 гг.. Подполковник (04.06.1877). Полковник (06.01.1878).
С 1886 года командир 25-го драгунского Казанского полка (18.08.1886 — 05.12.1890).
Командир Закаспийской конной казачьей бригады (05.12.1890 — 03.12.1897). Генерал-майор (05.12.1890).
Командующий 15-й кавалерийской дивизией (03.12.1897 — 31.05.1899).
Начальник 10-й кавалерийской дивизии (31.05.1899 — 25.04.1901). Генерал-лейтенант (06.12.1899).
Командир 2-го Сибирского армейского корпуса (25.04.1901 — 02.11.1902).
Командир 1-го кавалерийского корпуса (02.11.1902 - 02.03.1904).
В распоряжении командующего Маньчжурской армией (02.03.1904 - 05.04.1904).
Во время русско-японской войны командовал 1-м Сибирским корпусом (05.04.1904 — 17.03.1905) и Южным отрядом Маньчжурской армии.
Командующий армией генерал от инфантерии Куропаткин направил из района Инкоу – Гайпин на юг к Квантунскому полуострову на выручку Порт-Артура 32 батальона 1-го Сибирского корпуса генерал-лейтенанта Штакельберга, которому поставил весьма неопределённые задачи, предписав «не доводить дела до решительного столкновения» и «не допускать израсходования всего вашего резерва в бою». Тем не менее корпус ввязался в бой. В сражении у Вафангоу 1-2 июня 1904 года Штакельбергу противостояли 48 батальонов армии генерала Оку при двукратном превосходстве японцев в артиллерии. 1-й Сибирский корпус, потеряв около 3,5 тыс. человек против около 1200 японцев, под угрозой обхода с флангов был вынужден отступить к северу.

Так, например, виновником поражения под Вафангоу считали командира 1-го Сибирского корпуса Штакельберга. Но как я ни старался, все же так и не смог установить, в чем же заключалась его вина. Штакельберг был старый соратник Куропаткина по Ахалтекинской экспедиции, имел Георгиевский крест и репутацию храброго командира, но, как говорили, был настолько слаб здоровьем, что не мог
обходиться без молочного питания и постоянного ухода жены, которая его никогда не покидала. Так как в Маньчжурии молока не было, то при штабе Штакельберга, по слухам, всегда возили корову. Конечно, это подавало повод для многих шуток, и
хлесткие журналисты из "Нового времени" создали целую легенду о генеральской корове. На самом же деле Штакельберг, несмотря на подорванное на службе здоровье, требовавшее особого ухода, лично руководил сражением, не щадил себя и был настолько глубоко в гуще боя, что под ним даже была убита лошадь.

В сражении при Ляояне был контужен.
После сражения при Сандепу был отстранён от командования корпусом.
Генерал от кавалерии (06.12.1907).
С 17 марта 1905 года член Александровского комитета о раненых.
1 ноября 1905 года был награждён орденом Святого Георгия 4-й степени:
Вверенный ему корпус с 16-го по 18-е августа на южном фронте ляоянских позиций доблестно выдержал бой с значительно превосходными силами противника, понеся тяжкие потери; в этом бою барон Штакельберг выказал личное мужество, спокойствие и распорядительность и, пренебрегая личною безопасностью, был всегда в передовых линиях. Корпус отступил только по приказанию начальника. С 21-го по 25-е августа 1-й корпус прикрывал отходившую к Мукдену Маньчжурскую армию, самоотверженно отбивая преследовавшего противника. Ведя тяжелые, ночные ариергардные бои, генерал Штакельберг с полным знанием дела лично руководил вверенными ему войсками и проявил необходимые для старшего начальника личное мужество и спокойствие.

## Награды
- Орден Святого Станислава 3-й степени с мечами и бантом (1873)
- Орден Святой Анны 3-й степени с мечами и бантом (1873)
- Орден Святого Станислава 2-й степени с мечами (1873)
- Орден Святого Владимира 4-й степени с мечами и бантом (1876)
- Золотое оружие с надписью "За храбрость" (1876)
- Орден Святой Анны 2-й степени с мечами (1877)
- Орден Святого Владимира 3-й степени (1889)
- Орден Святого Станислава 1-й степени (1894)
- Орден Святой Анны 1-й степени (1898)
- Орден Святого Владимира 2-й степени с мечами (1901)
- Орден Белого орла с мечами (06.12.1901)
- Орден Святого Александра Невского с мечами (01.04.1905)
- Орден Святого Георгия 4-й степени (01.11.1905)
- Бриллиантовые знаки к ордену Святого Александра Невского (21.04.1908)